# اوکربل
اوکربل (به سوئدی: Åkerby) یک منطقهٔ مسکونی در سوئد است که در بخش لسه‌بو واقع شده‌است.